# Houdini (Software)
Houdini ist eine 3D-Grafiksoftware des in Toronto ansässigen Entwicklers Side Effects Software Inc. (SideFX). Es ging aus dem Programm PRISMS zur prozeduralen Synthese von 3D-Objekten hervor. Das Hauptaugenmerk liegt nach wie vor auf der prozeduralen Synthese, womit sich Houdini von anderer 3D-Grafiksoftware abhebt.
Houdini wird hauptsächlich für Spezialeffekte in Filmen und Computerspielen verwendet. Große Studios wie Walt Disney Animation Studios, Pixar, DreamWorks Animation, ILM und weitere haben Houdini u. a. für Fantasia 2000, Die Eiskönigin – Völlig unverfroren, Zoomania oder Rio verwendet.

## Versionsgeschichte
| Version      | Veröffentlichungsdatum | Neue Funktionen                                                                                    | Betriebssysteme          | Preis von Houdini FX (USD) | Anmerkungen                                       |
| ------------ | ---------------------- | -------------------------------------------------------------------------------------------------- | ------------------------ | -------------------------- | ------------------------------------------------- |
| Houdini 1.0  | 1996-10-02             | | IRIX                     | $ 9,500                    | Houdini 1.0 auf der SIGGRAPH 1996 vorgestellt     |
| Houdini 2.0  | 1997-08-05             | | IRIX                     |                            |                                                   |
| Houdini 2.5  | 1998-03-28             | Windows NT-Unterstützung                                                                           | IRIX, Windows NT         |                            |                                                   |
| Houdini 3.0  | 1999-10-02             | | IRIX, Windows NT         |                            |                                                   |
| Houdini 4.0  | 2000-07-24             | Linux-Unterstützung                                                                                | IRIX, Windows NT, Linux  | $ 17,000                   |                                                   |
| Houdini 5.0  | 2002-03-12             | | IRIX, Windows NT, Linux  | $ 16,000                   |                                                   |
| Houdini 5.5  | 2002-05-14             | | IRIX, Windows NT, Linux  | $ 16,000                   |                                                   |
| Houdini 6.0  | 2003-05-08             | | IRIX, Windows NT, Linux  |                            |                                                   |
| Houdini 6.5  | 2004-04-16             | | IRIX, Windows NT, Linux  |                            | (Datum bitte bestätigen)                          |
| Houdini 7.0  | 2004-09-20             | IRIX-Unterstützung entfällt                                                                        | Windows NT, Linux        |                            | Silicon Graphics IRIX wird nicht mehr unterstützt |
| Houdini 8.0  | 2005-10-06             | | Windows NT, Linux        | $ 17,000                   |                                                   |
| Houdini 9.0  | 2007-09-20             | | Windows NT, Linux        |                            |                                                   |
| Houdini 9.1  | 2008-??-??             | | Windows NT, Linux        |                            |                                                   |
| Houdini 9.5  | 2008-??-??             | Neue Benutzeroberfläche, MacOS-Unterstützung                                                       | Windows NT, Linux, MacOS |                            | (genaues Datum unbekannt)                         |
| Houdini 10.0 | 2009-04-16             | | Windows NT, Linux, MacOS |                            |                                                   |
| Houdini 11.0 | 2010-07-27             | | Windows NT, Linux, MacOS | $6,695                     |                                                   |
| Houdini 12.0 | 2012-03-01             | | Windows NT, Linux, MacOS |                            |                                                   |
| Houdini 12.1 | 2012-08-07             | | Windows NT, Linux, MacOS |                            |                                                   |
| Houdini 12.5 | 2013-03-14             | | Windows NT, Linux, MacOS |                            |                                                   |
| Houdini 13.0 | 2013-10-31             | | Windows NT, Linux, MacOS |                            |                                                   |
| Houdini 14.0 | 2015-01-15             | | Windows NT, Linux, MacOS |                            |                                                   |
| Houdini 15.0 | 2015-10-15             | | Windows NT, Linux, MacOS |                            |                                                   |
| Houdini 15.5 | 2016-05-19             | | Windows NT, Linux, MacOS |                            |                                                   |
| Houdini 16.0 | 2017-02-21             | | Windows NT, Linux, MacOS | $6,995                     |                                                   |
| Houdini 16.5 | 2017-11-07             | | Windows NT, Linux, MacOS | $6,995                     |                                                   |
| Houdini 17.0 | 2018-10-10             | Vellum                                                                                             | Windows NT, Linux, MacOS |                            |                                                   |
| Houdini 17.5 | 2019-03-13             | Procedural Dependency Graph                                                                        | Windows NT, Linux, MacOS |                            |                                                   |
| Houdini 18.0 | 2019-11-17             | Solaris                                                                                            | Windows NT, Linux, MacOS |                            |                                                   |
| Houdini 18.5 | 2020-10-17             | KineFX                                                                                             | Windows NT, Linux, MacOS |                            |                                                   |
| Houdini 19.0 | 2021-10-27             | diverse Verbesserungen                                                                             | Windows NT, Linux, MacOS |                            |                                                   |
| Houdini 19.5 | 2022-07-20             | Verbesserungen                                                                                     | Windows NT, Linux, MacOS |                            |                                                   |
| Houdini 20.0 | 2023-11-08             | diverse Verbesserungen mitunter Karma XPU ist produktionsreif, APEX, ONNX Machine Learning Terrain | Windows NT, Linux, MacOS |                            |                                                   |

## Funktionalität
Houdini umfasst alle Hauptbereiche der 3D-Produktion:
- Modellierung – Erschaffung von Standardgeometrie mittels Polygonen, NURBS/Bezier-Kurven/Patches & Trims, Metaball
- Animation – Keyframe-Animation und Raw Channel Manipulation (CHOPs), Motion-Capture-Unterstützung
- Partikel
- Dynamics – Starrkörpersimulation, Strömungsdynamik, Stoffsimulation, Gruppensimulation, Wire Dynamics
- Beleuchtung – Knoten-basiertes Verfassen von Shadern und Beleuchtung
- Rendering – In Houdini ist standardmäßig die Render-Engine Mantra integriert. Andere Engines wie RenderMan, Octane, Arnold, Redshift oder V-Ray werden ebenfalls unterstützt.
- Volumetrics – Integrierte Werkzeuge CloudFX und PyroFX zur Erstellung von Wolken-, Rauch- und Feuer-Simulationen
- Compositing
- Plugin-Entwicklung

Houdini kann über eine Skript-API erweitert werden. Hierfür wird zunehmend Python verwendet, allerdings kann jede Skriptsprache, die Socket Communication unterstützt, ebenso verwendet werden.

### Operatoren
Houdinis prozedurale Natur zeigt sich in seinen Operatoren. Die sogenannten „Digital Assets“ – die Objekte einer Szene – werden üblicherweise aus einer Aneinanderreihung von Operator-Knoten (OPs) konstruiert. Diese Herangehensweise hat zahlreiche Vorteile: Sie erlaubt die Erstellung hochdetaillierter Geometrie oder organischer Objekte in vergleichsweise wenigen Schritten; sie befähigt und ermuntert zur nicht-linearen Entwicklung; Houdini verwendet dieses prozedurale Paradigma durch die Bank für Texturen, Shader, Partikel, „channel data“ (für Fahrsimulationen), zum Rendern und fürs Compositing.
- OBJ – Knoten, die Transformationsinformationen tragen (beinhalten für gewöhnlich SOPs).
- SOP – „Surface Operator“ – zum prozeduralen Modellieren.
- POP – „Particle Operator“ – zur Manipulation des Partikelsystems.
- CHOP – „Channel Operator“ – zur prozeduralen Beeinflussung von Animationen und Audio.
- COP – „Composite Operator“ – zur Mischung von Bildmaterial.
- DOP – „Dynamic Operator“ – zur dynamischen Simulation von Flüssigkeiten, Gewebe, Starrkörpern etc.
- SHOP – „Shading Operator“
- ROP – „Render Operator“ – zur Erstellung von Knotennetzen zur Darstellung verschiedener Render Passes und Render-Abhängigkeiten.
- VOP – „VEX Operator“ – zur Erstellung beliebiger eigener Operatoren der o. g. Typen mithilfe einer optimierten SIMD-Architektur.
- TOP – „Task Operator“